# غار کله‌سنگ
غار کله‌سنگ در دامنه‌های شرقی و پائینی کوه‌های طالقان در ۵ کیلومتری شمال شرق روستاهای سوهان و آرتون در کوه کلِ سنگ واقع شده‌است که یکی از مهم‌ترین غارهای منطقه طالقان به‌شمار می‌آید.

## خصوصیات
دهانه غار تنگ و طول غار ۸۵ متر می‌باشد. این غار دارای منابع آب زیرزمینی است همچنین درون غار سنگ‌چین‌هایی یافت می‌شود که نظریه استفاده از آن توسط انسان در دوران پیش از تاریخ را قوت می‌بخشد. در گزارش‌های اولیه غارنوردان آثار استخوان و وجود چندین دهنه چاه عمیق اعلام شده‌است.